# Relations entre l'Indonésie et le Vietnam
Les relations entre l'Indonésie et le Viêt Nam constituent les relations étrangères bilatérales entre la république d'Indonésie et la république socialiste du Viêt Nam.
Les deux pays établissent des relations diplomatiques en 1955. L'Indonésie possède une ambassade à Hanoï et le Viêt Nam en possède une à Jakarta. Les deux sont des nations voisines qui possède une frontière maritime qui se trouve sur la mer de Chine méridionale, et sont membres de l'Association des nations de l'Asie du Sud-Est et de la Coopération économique pour l'Asie-Pacifique.

## Historique
Les relations entre l'ancienne Indonésie et le Viêt Nam, en particulier le sud du Vietnam, commencent vers le VIIe siècle, depuis l'ère des royaumes Champa, Sriwijaya et plus tard Majapahit. Au milieu du XIe siècle, le roi vietnamien Ly Thanh Tong achète une perle précieuse à un marchand javanais. Un poème épique majapahit appelé Nagarakertagama mentionne plusieurs états qui constituent aujourd'hui le Viêt Nam: Champa et Yawana (Đại Việt). Les archives indonésiennes du XVe siècle mentionnent la princesse Darawati, une princesse cham, mariée au roi Kertawijaya, le septième souverain de Majapahit. La tombe de Putri Champa (princesse de Champa) se trouve à Trowulan, en Java oriental. Du XVe au XVIIe siècle, le Cham musulman entretient une relation cordiale avec le sultanat d'Aceh.

### Post-indépendance
Alors que les relations diplomatiques informelles naissant dans les années 1940, les relations diplomatiques formelles ne sont établies qu'après la conférence de Bandung de 1955. L'Indonésie établit des consulats généraux à Hanoï et à Saigon en décembre et septembre de la même année. Tout en restant initialement neutre entre les parties du Nord et du Sud, le gouvernement indonésien sous Soekarno tend à favoriser le Nord-Viêt Nam communiste. Ho Chi Minh visite l'Indonésie en 1959 et Sukarno y retourne l'année suivante. Finalement, le 10 août 1964, une ambassade est ouverte à Hanoï, ce qui entraîne la rupture des relations diplomatiques avec le Sud-Viêt Nam et la fermeture du consulat de Saigon. Cette ambassade est maintenue même lorsque Soeharto prend le pouvoir.
Le 28 juillet 1995, le Viêt Nam devient le septième membre de l'Association des nations de l'Asie du Sud-Est. La coopération bilatérale à travers l'ASEAN est promue depuis lors.

## Visites officielles

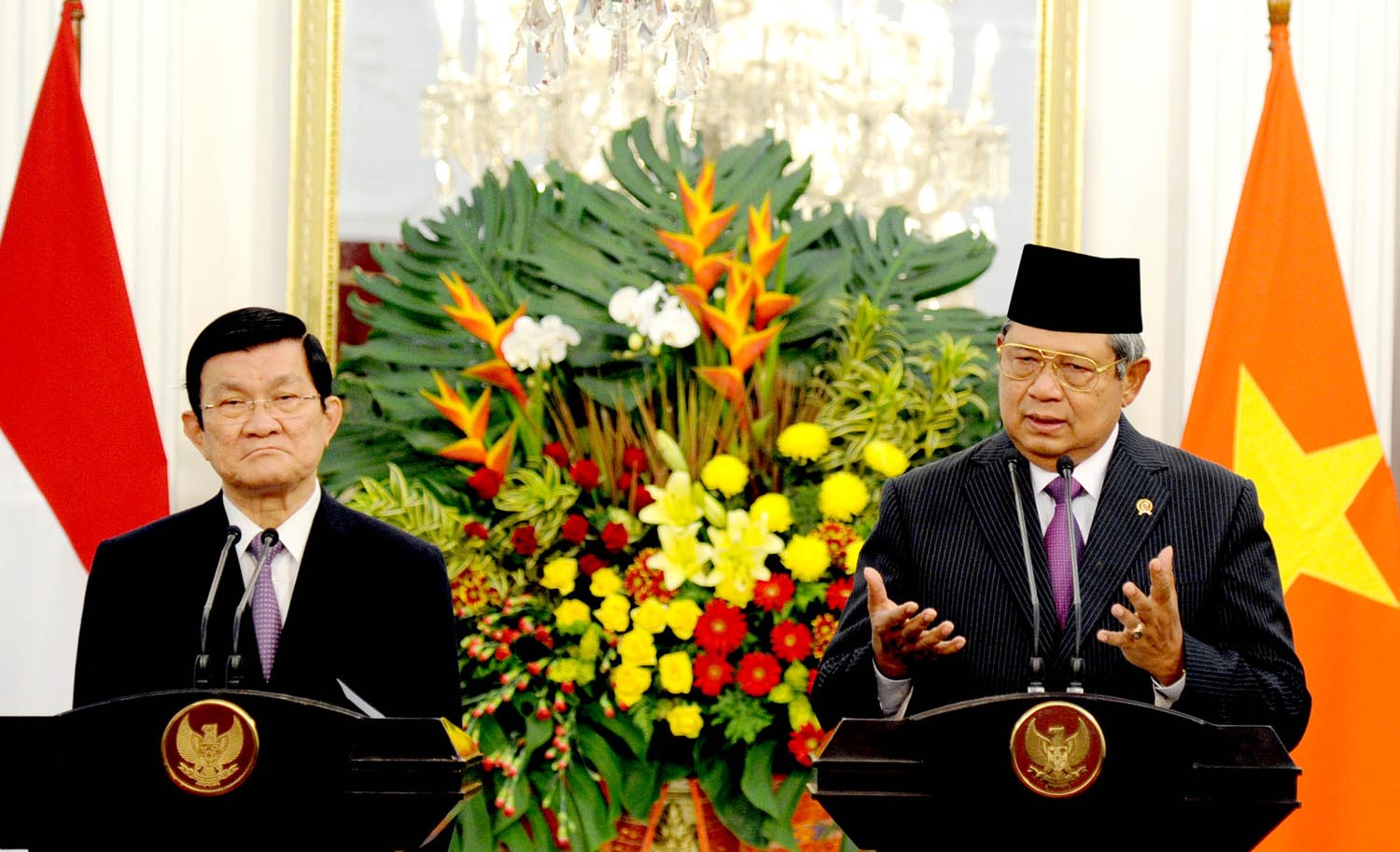
Yudhoyono et Truong Tan Sang au palais de l'indépendance, à Jakarta, le 27 juin 2013.

En février 1959, le président nord-vietnamien Ho Chi Minh se rend en Indonésie, en retour, le président Sukarno effectue une visite au nord-Viêt Nam en juin de la même année. En novembre 1990, le président Suharto se rend au Viêt Nam. En avril 1994, le président vietnamien Lê Đức Anh se rend en Indonésie. La présidente indonésienne Megawati Sukarnoputri effectue une visite à Hanoï le 22 août 2001, qu'elle réitère en juin 2003. Le président vietnamien Trần Đức Lương visite en retour Jakarta en novembre 2001.
Le président indonésien Susilo Bambang Yudhoyono se rend à Hanoï le 28 mai 2005. Le 27 juin 2013, le président vietnamien Trương Tấn Sang se rend en Indonésie et a rend une visite de courtoisie à son homologue indonésien, Susilo Bambang Yudhoyono, pour renforcer les relations bilatérales et approfondir la coopération dans des secteurs clés, mais également afin d'établir un partenariat stratégique.

## Tourisme
En 2016, environ 50 000 touristes vietnamiens visitent l'Indonésie, et 70 000 Indonésiens se rendant au Viêt Nam.

## Conflits territoriaux
L'Indonésie et le Viêt Nam n'ont actuellement pas de différends territoriaux. Cependant, face aux différends territoriaux en mer de Chine méridionale, l'Indonésie soutient et exhorte les pays de l'ANASE (y compris le Viêt Nam et les Philippines) à s'unir et à réaffirmer la Déclaration sur la conduite des parties concernées, la nécessité de réaffirmer les lignes directrices, le Code de en Mer Orientale, et la nécessité de respecter les lois internationales et la Convention des Nations unies sur le droit de la mer (UNCLOS).
Au cours des dernières années, des navires de pêche vietnamiens capturés pour avoir prétendument pêché dans la zone économique exclusive indonésienne sont coulés. Les 96 navires vietnamiens coulés tout au long de 2016 font du Viêt Nam le pays le plus affecté par cette sanction. Le président indonésien exprime sa volonté de résoudre les problèmes de la ZEE à son homologue vietnamien lors du sommet du G20 à Hambourg en 2017, dont le Viêt Nam est l'invité.